# Самоковско македонско благотворително братство
Самоковското македонското благотворително братство „Христо Чернопеев“ е организация на бежанците от областта Македония, установили се в Самоков.

## История
На Първия македонски конгрес, провел се в София на 19 – 28 март 1895 година, е основана Македонската организация, която бързо започва да образува клонове в цялата страна. Основано е и дружество в Самоков, което участва активно в дейността на Организацията. На Втория конгрес от 3 до 16 декември 1895 година делегат е Лазар Нишков, на Третия конгрес от 3 до 11 ноември 1896 година делегат отново е Нишков, на Четвъртия конгрес от 15 до 21 юни 1897 година делегат е Климент Шапкарев, на Шестия конгрес от 1 до 5 май 1899 година делегат е Георги Стрезов, на Седмия конгрес от 30 юли до 5 август 1900 година делегат е Климент Карагюлев и на Осмия конгрес от 4 до 7 април 1901 година делегати са Асен Хадживасилев и Лазар Нишков.
След Първата световна война дружеството е възстановено като благотворително братство, част от Съюза на македонските емигрантски организации. На 10 февруари 1924 година на общо заседание Самоковското македонско благотворително братство „Христо Чернопеев“ избира настоятелство в състав Никола Мартинов (председател), Ангел Райнов (секретар), М. Фиров (касиер), Кирил Минчев и А. Икономов са съветници, а А. Мишев, Никола Филипов и Иван Кехайов са в контролната комисия. На 22 февруари 1925 година е избрано ново настоятелство в състав Георги Манасиев (председател), Ангел Райнов (подпредседател), Антон Машев (секретар), Трайко Цветанов (касиер) и членове съветници Ангел Филипов, Киро Радев и Петър Кехайов.
На 17 май 1925 година братството е преосновано с патрон Христо Чернопеев, а за патронен празник е избран 11 ноември - денят на влизането на българската войска в Солун през Балканската война. В настоятелството му влизат Георги Манасиев (председател), Ангел Райнов (подпредседател), Антон Машев (секретар), Трайко Иванов Цветанов (касиер), а членове съветници са Петър Кехайов, Киро Радев и тричленна контролна комисия в състав Кирил Минев, Никола Мартинов и Илия Иванов. На 21 февруари 1926 година в настоятелството влизат Никола Мартинов (председател), Димитър Малчев (подпредседател), Кирил Минчев (секретар), Христо Григоров (касиер) и съветници Ангел Райнов, Иван Кехайов и Коста Андреев. Последните двама са заменени от Тодор Димчев и Кирил Кепенджиев.
В 1938 година настоятелството се състои от Никола Стефанов Мартинов (председател), Никола Димитров Ризов (секретар) и Христо Глигоров Попниколов (касиер), а в надзорната комисия са Антон Йорданов (председател) и членовете Иван Попов Мазнев и Кирил Венков Леков.